# Các địa điểm tưởng niệm và chôn cất của Thế chiến thứ nhất (Mặt trận phía Tây)
Các địa điểm tưởng niệm và chôn cất của Thế chiến thứ nhất (Mặt trận phía Tây) là Di sản thế giới được UNESCO công nhận vào năm 2023 bao gồm 139 nghĩa trang và đài tưởng niệm dọc theo Mặt trận phía Tây, nơi diễn ra cuộc chiến giữa quân Đức và lực lượng Đồng minh từ năm 1914 đến năm 1918 trong Chiến tranh thế giới thứ nhất. Nằm giữa phía bắc Bỉ và phía đông nước Pháp, các phần của di sản khác nhau về quy mô từ những nghĩa địa lớn, nơi lưu giữ hài cốt của hàng chục nghìn binh sĩ mang nhiều quốc tịch khác nhau, đến những nghĩa trang nhỏ và đơn giản hơn cũng như những đài tưởng niệm. Các địa điểm này bao gồm các nghĩa trang quân sự, bãi chôn lấp tại chiến trường và nghĩa trang bệnh viện, thường được kết hợp với đài tưởng niệm.

## Địa điểm

### Bỉ

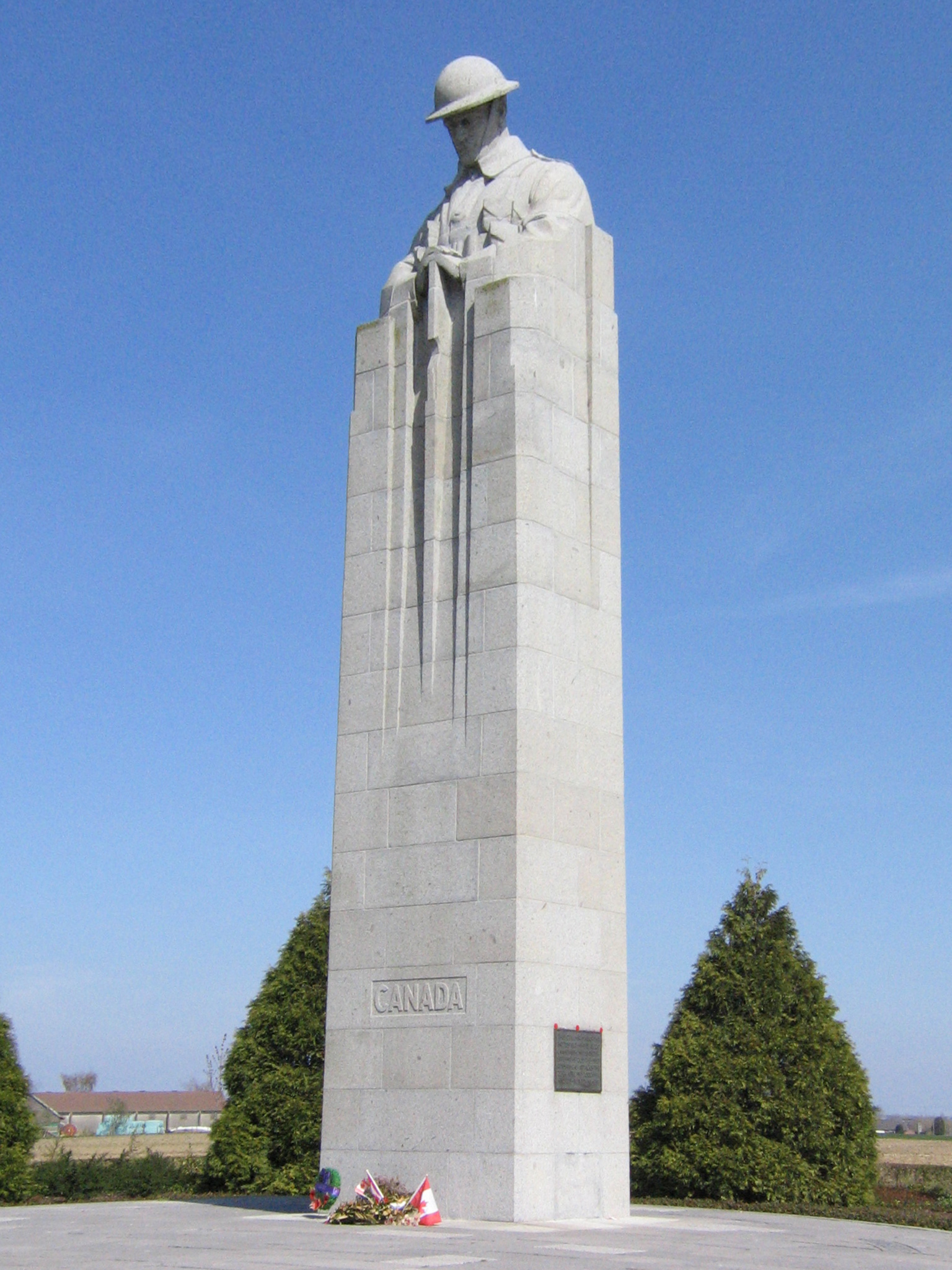
Đài tưởng niệm Saint Julien

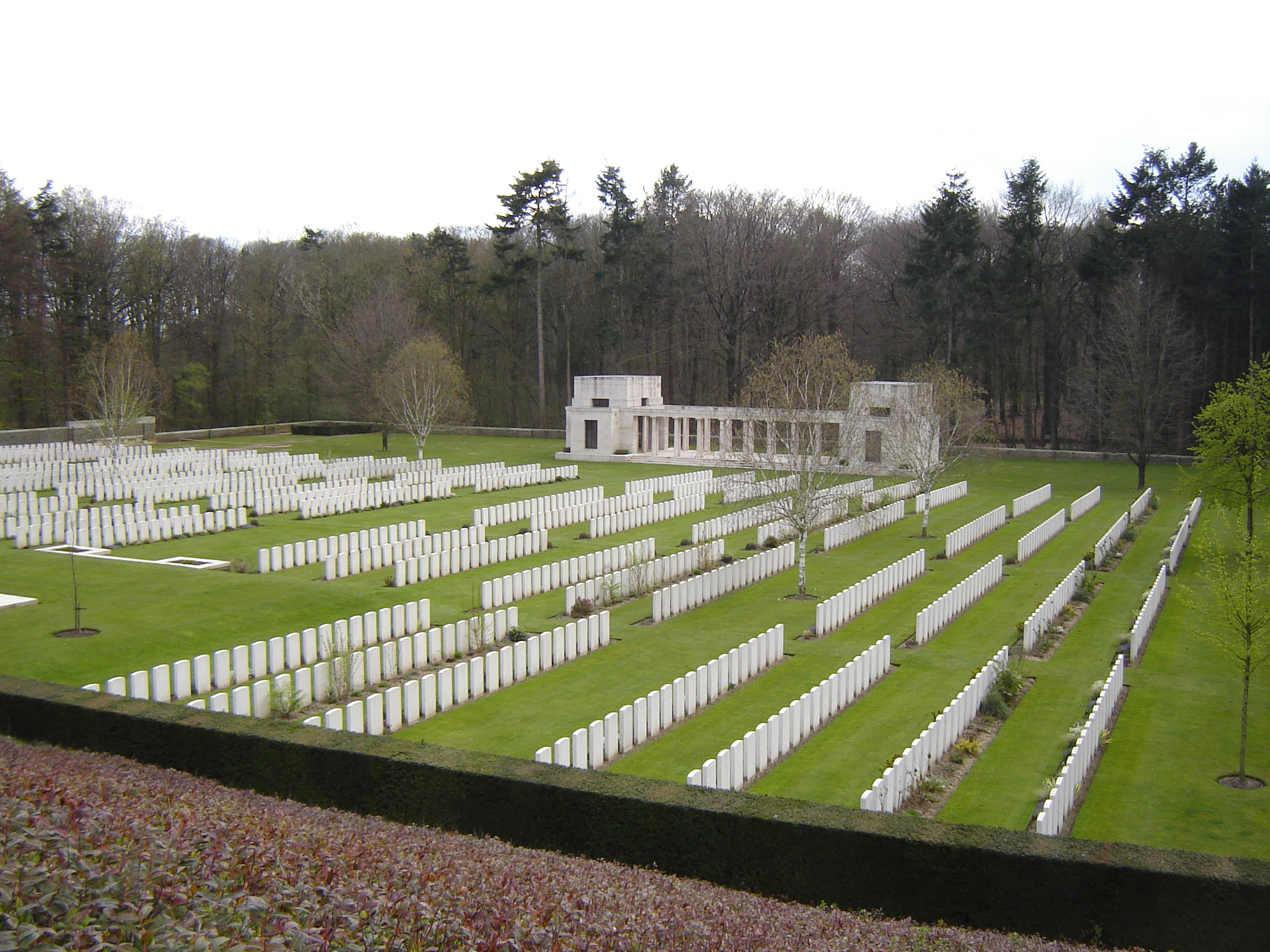
Nghĩa trang Buttes New British.

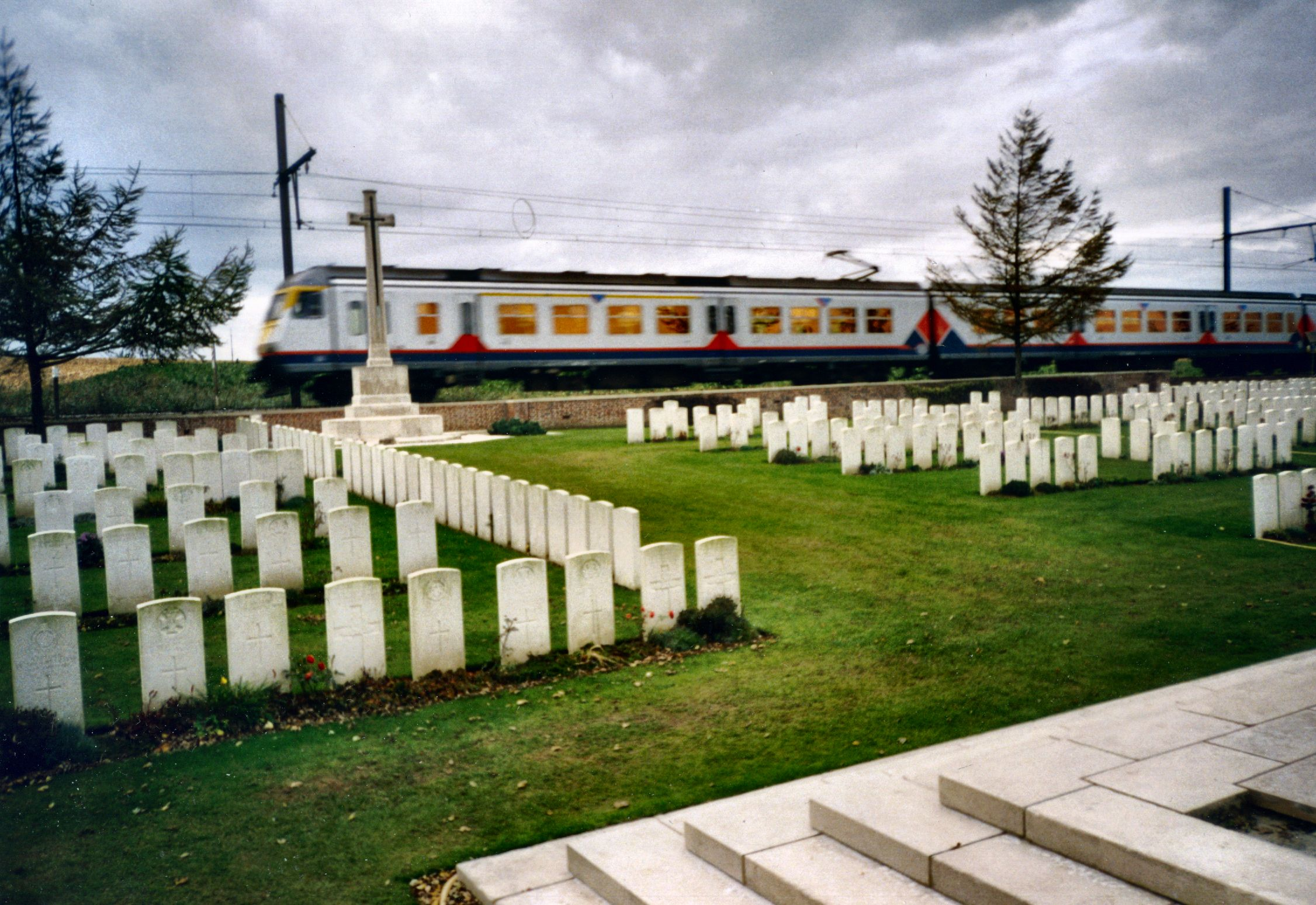
Nghĩa trang Larch Wood (Giao cắt đường sắt).

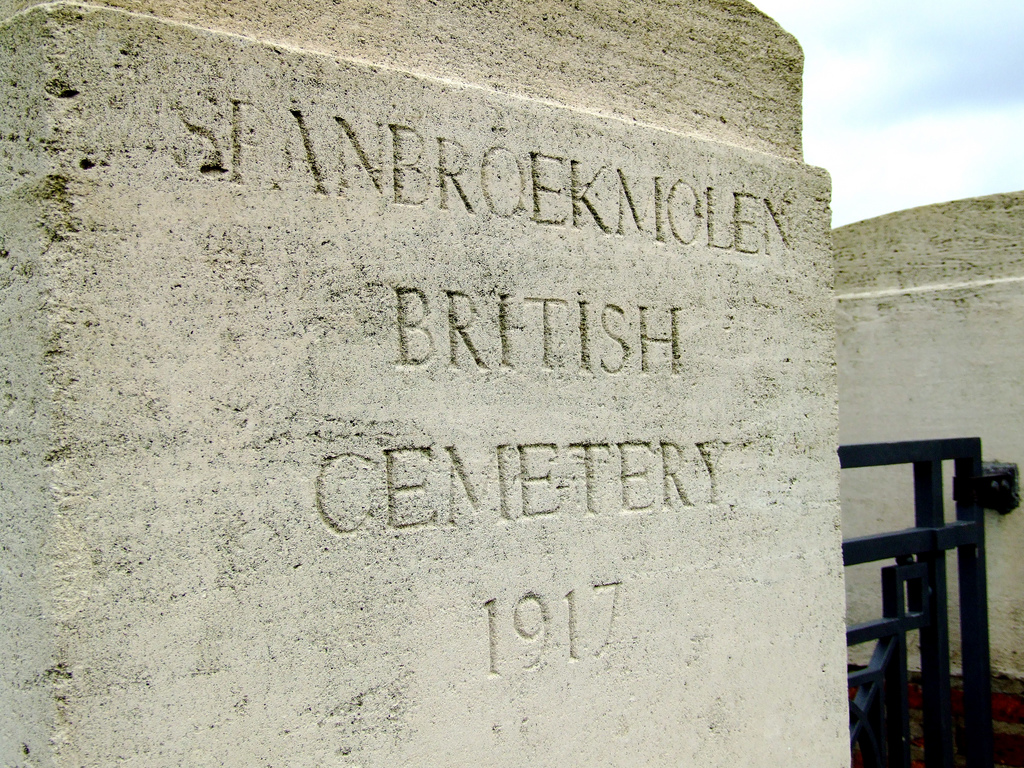
Nghĩa trang Anh Spanbroekmolen.

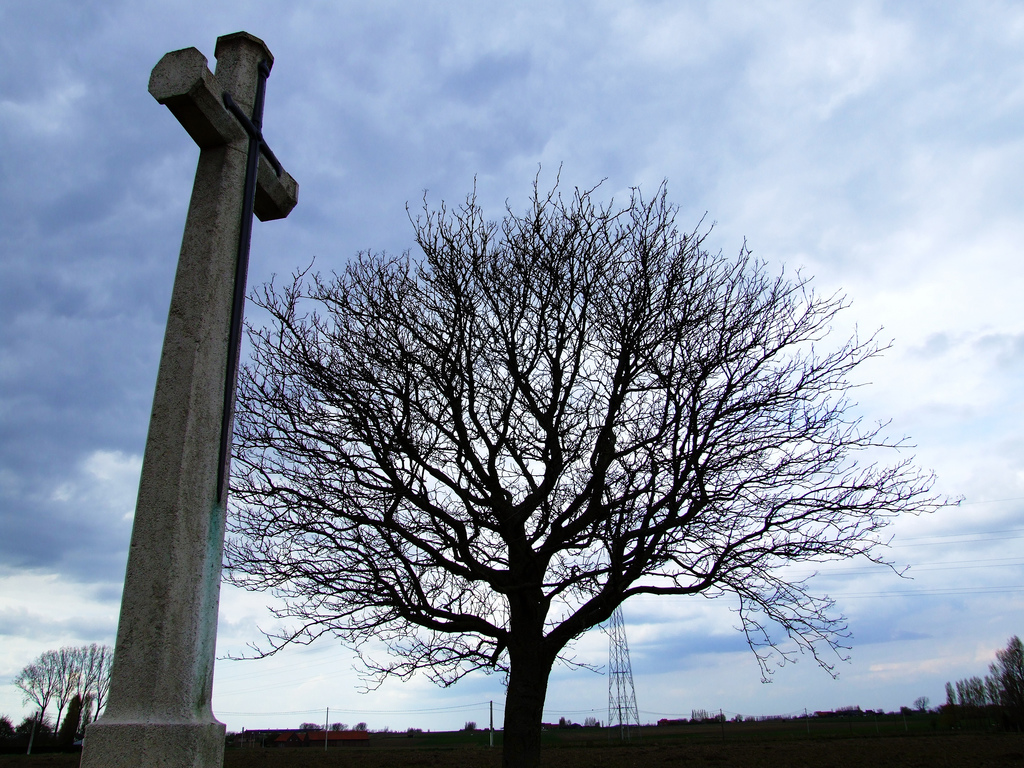
Tượng đài thập giá về sự hy sinh tại Nghĩa trang Track "X".

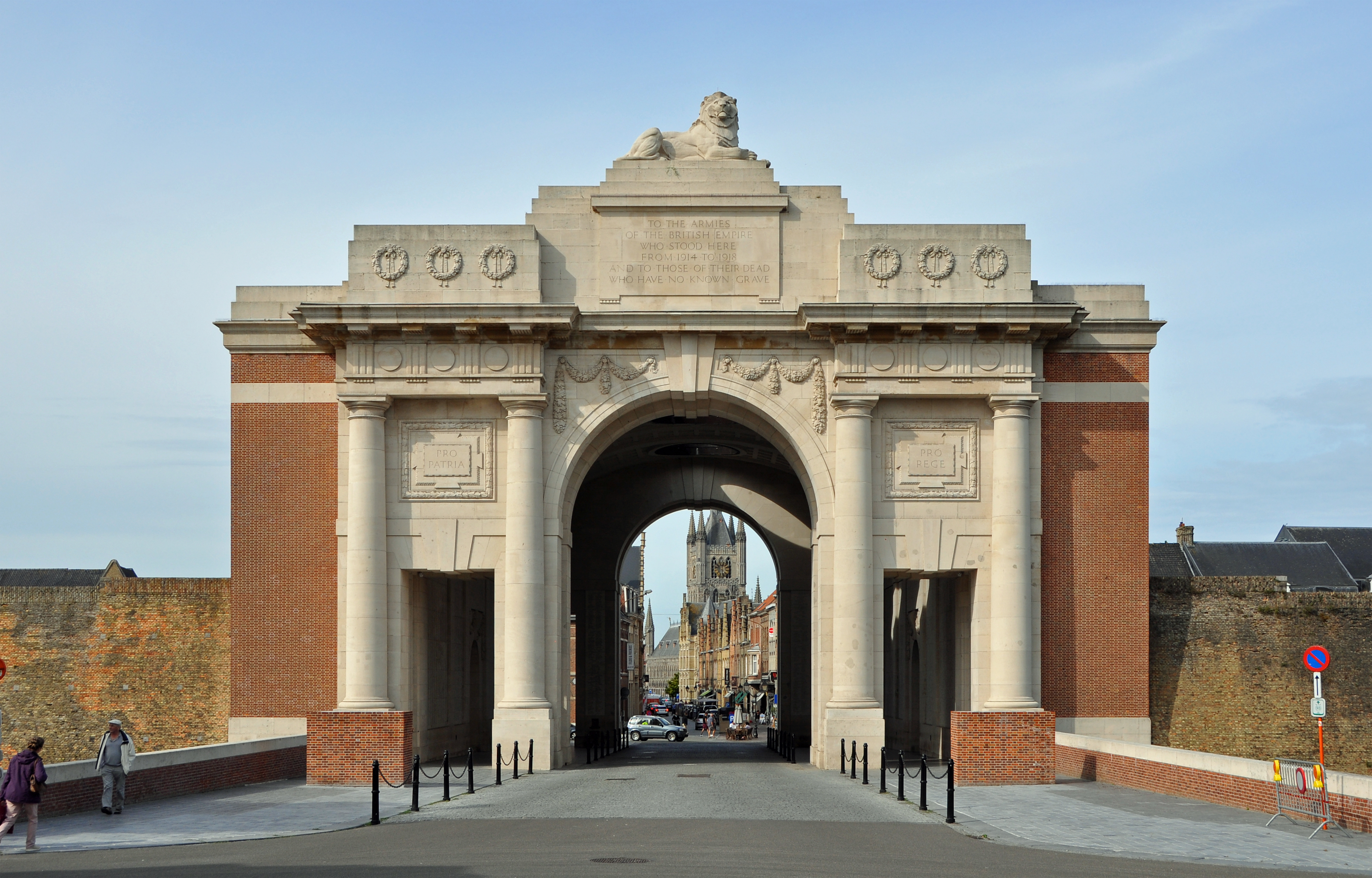
Cổng Menin tại Ypres.

- Nghĩa trang quân đội Bỉ: Houthulst
- Nghĩa trang quân đội Bỉ: Oeren
- Tượng đài quốc gia Canada: Đài tưởng niệm Saint Julien
- Nghĩa trang quân đội Khối Thịnh vượng chung: Nghĩa trang DCLI đầu tiên, The Bluff
- Nghĩa trang quân đội Khối Thịnh vượng chung: Nghĩa trang Bedford House
- Nghĩa trang quân đội Khối Thịnh vượng chung: Nghĩa trang Buffs Road
- CNghĩa trang quân đội Khối Thịnh vượng chung: Nghĩa trang Buttes New British
- Nghĩa trang quân đội Khối Thịnh vượng chung: Nghĩa trang Essex Farm
- Nghĩa trang quân đội Khối Thịnh vượng chung: Nghĩa trang Hedge Row Trench
- Nghĩa trang quân đội Khối Thịnh vượng chung: Nghĩa trang Hyde Park Corner (Royal Berks)
- Nghĩa trang quân đội Khối Thịnh vượng chung: Nghĩa trang Larch Wood (Giao cắt đường sắt)
- Nghĩa trang quân đội Khối Thịnh vượng chung: Nghĩa trang quân đội Lijssenthoek
- Nghĩa trang quân đội Khối Thịnh vượng chung: Nghĩa trang Lone Tree
- Nghĩa trang quân đội Khối Thịnh vượng chung: Nghĩa trang Mud Corner
- Nghĩa trang quân đội Khối Thịnh vượng chung: Nghĩa trang No Man's Cot
- Nghĩa trang quân đội Khối Thịnh vượng chung: Nghĩa trang quân đội Ploegsteert Wood
- Nghĩa trang quân đội Khối Thịnh vượng chung: Nghĩa trang Polygon Wood
- Nghĩa trang quân đội Khối Thịnh vượng chung: Nghĩa trang quân đội Prowse Point
- Nghĩa trang quân đội Khối Thịnh vượng chung: Nghĩa trang Rifle House
- Nghĩa trang quân đội Khối Thịnh vượng chung: Nghĩa trang Anh Spanbroekmolen
- Nghĩa trang quân đội Khối Thịnh vượng chung: Nghĩa trang quân đội Strand
- Nghĩa trang quân đội Khối Thịnh vượng chung: Nghĩa trang Toronto Avenue
- Nghĩa trang quân đội Khối Thịnh vượng chung: Nghĩa trang Track "X"
- Nghĩa trang quân đội Khối Thịnh vượng chung: Nghĩa trang Tyne Cot
- Nghĩa trang quân đội Khối Thịnh vượng chung: Nghĩa trang Welsh Caesar's Nose
- Nghĩa trang quân đội Khối Thịnh vượng chung: Nghĩa trang Woods
- Nghĩa trang quân sự Khối thịnh vượng chung và đài tưởng niệm những người mất tích: Phần mở rộng nghĩa trang Berks và Đài tưởng niệm những người mất tích Ploegsteert
- Tượng đài Khối thịnh vượng chung cho người mất tích: Cổng Menin
- Tượng đài Khối thịnh vượng chung cho người mất tích: Đài tưởng niệm Nieuport
- Nghĩa trang quân đội Khối Thịnh vượng chung - Đức: Nghĩa trang quân đội St Symphorien
- Hầm mộ của Tháp Yser
- Pháo đài Loncin
- Nghĩa trang quân đội Pháp: l'Orée de la Forêt
- Nghĩa trang quân đội Pháp: la Belle Motte
- Nghĩa trang quân đội Pháp: le Plateau
- Nghĩa trang quân đội Pháp: Saint-Charles de Potyze
- Địa điểm quy tụ hài cốt Pháp: Dãy núi Kemmel
- Nghĩa trang quân đội Pháp - Đức: le Radan
- Nghĩa trang quân đội Đức: Nghĩa trang chiến tranh Đức Langemark
- Nghĩa trang quân đội Đức: Nghĩa trang chiến tranh Đức Vladslo
- Tượng đài Ireland: Công viên Hòa bình Đảo Ireland
- Khu đất quân sự: Robermont
- Khu đất hành hình: Tamines

### Pháp

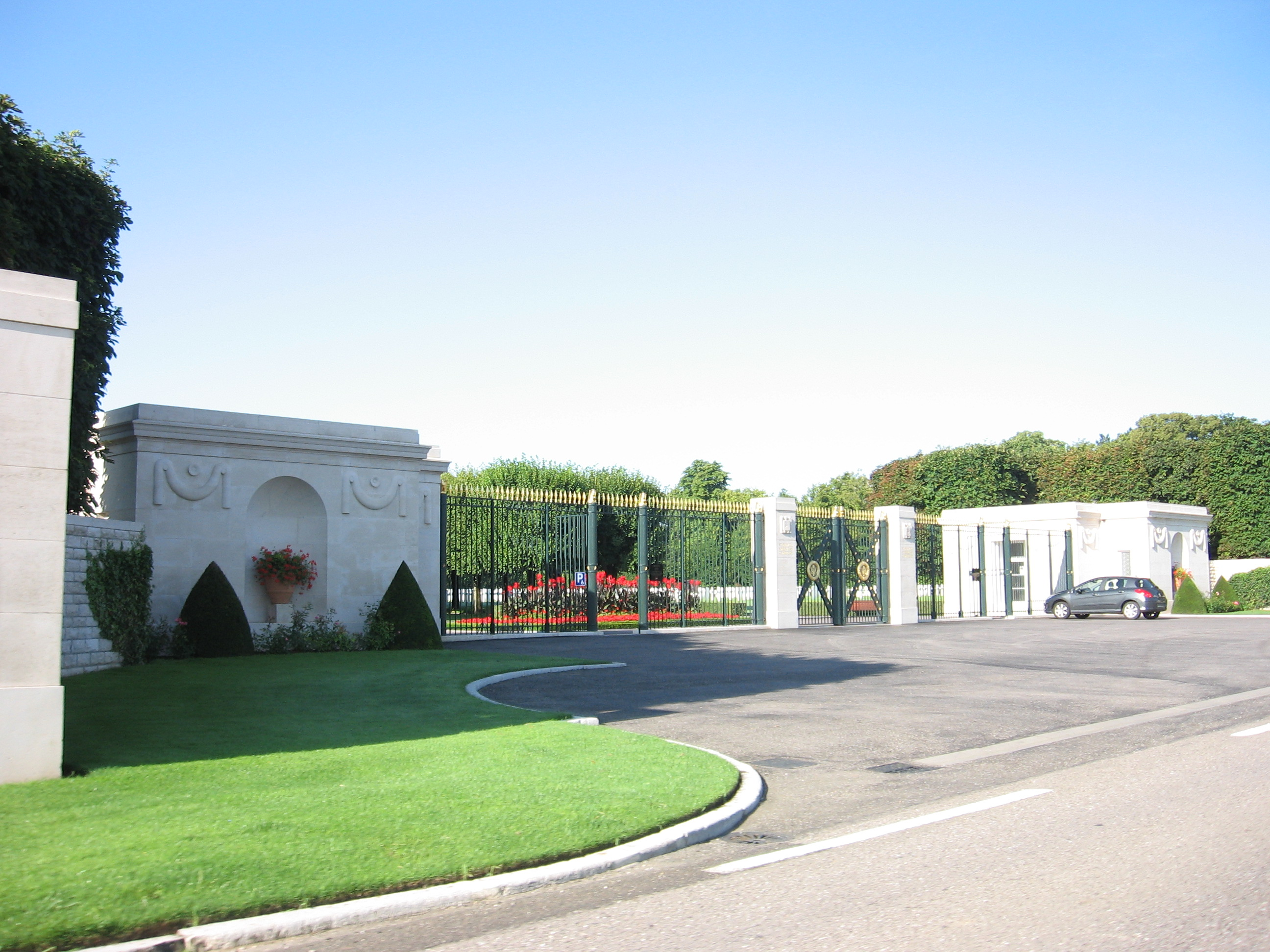
Nghĩa trang và Đài tưởng niệm Mỹ St. Mihiel.

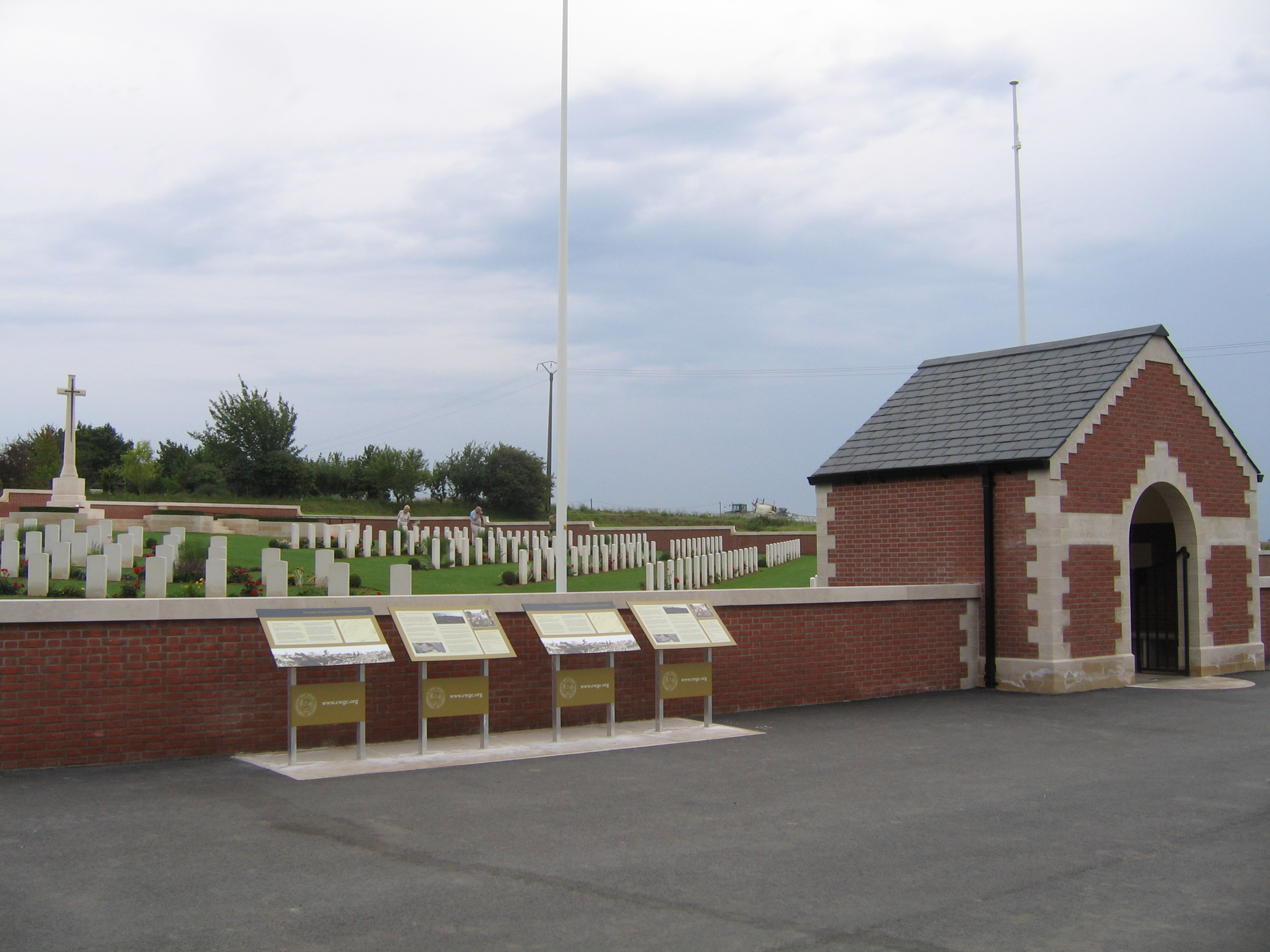
Nghĩa trang quân đội Fromelles (Pheasant Wood).

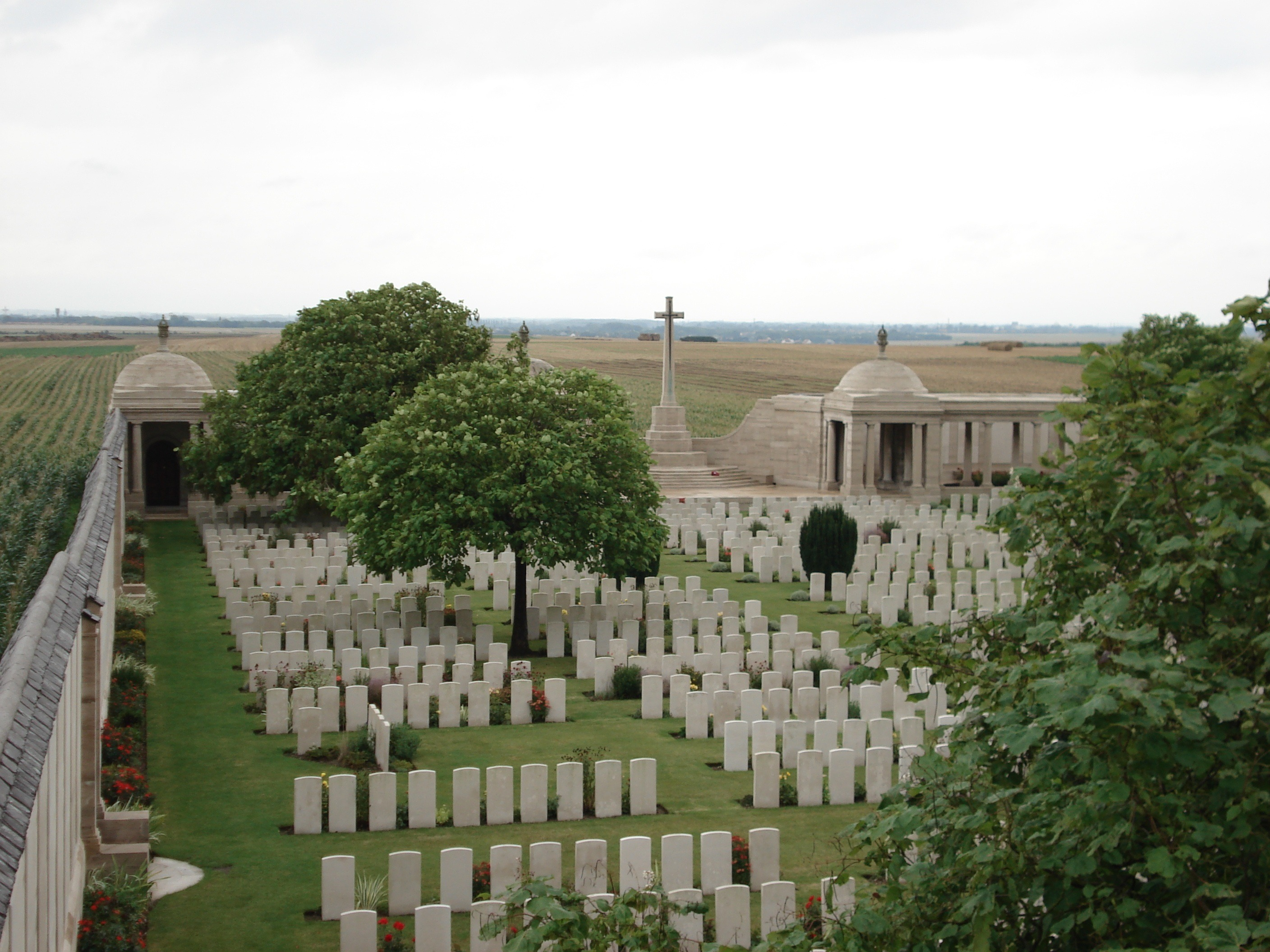
Đài tưởng niệm Loos và Nghĩa trang Dud Corner.

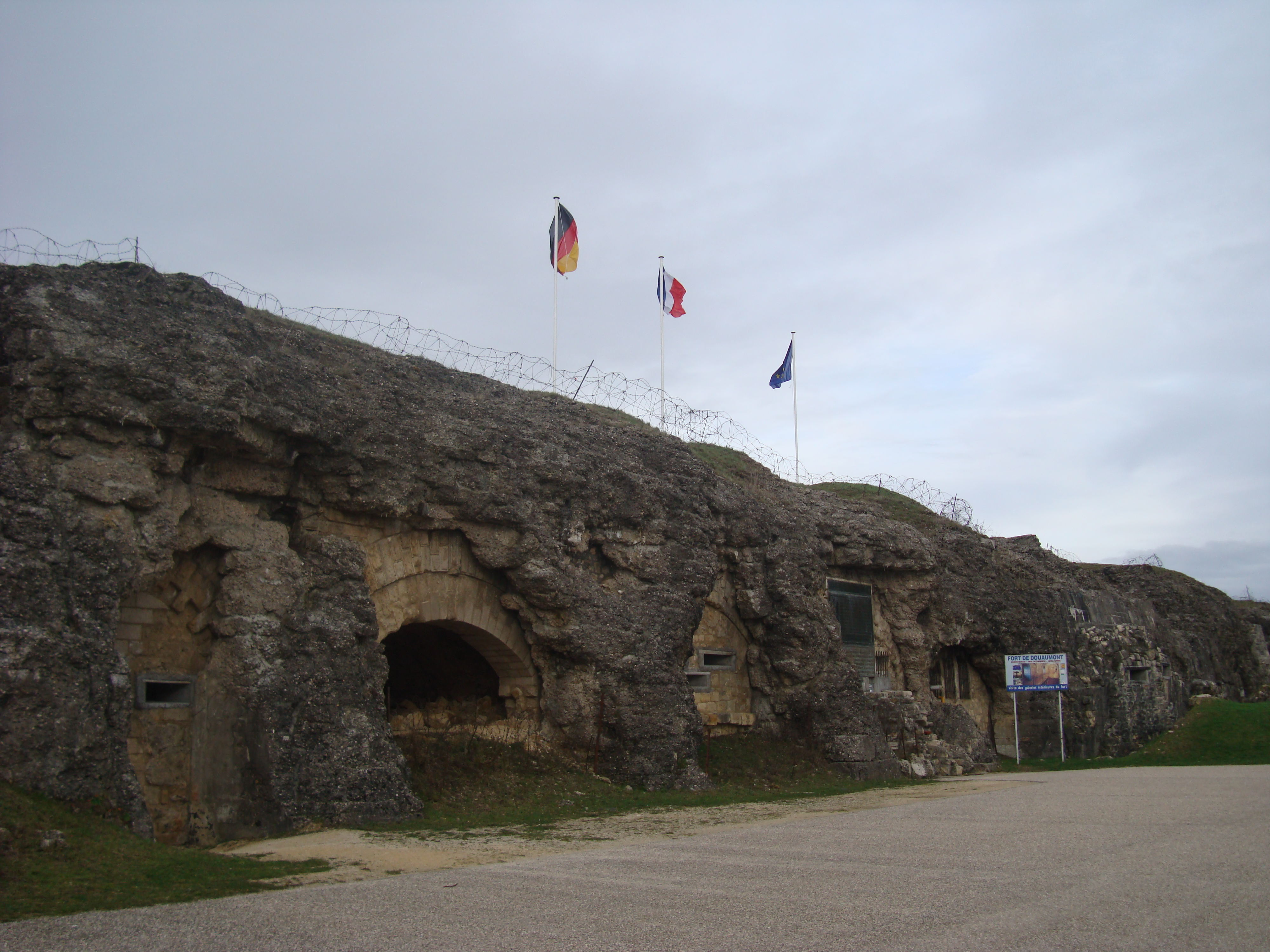
Pháo đài Douaumont.

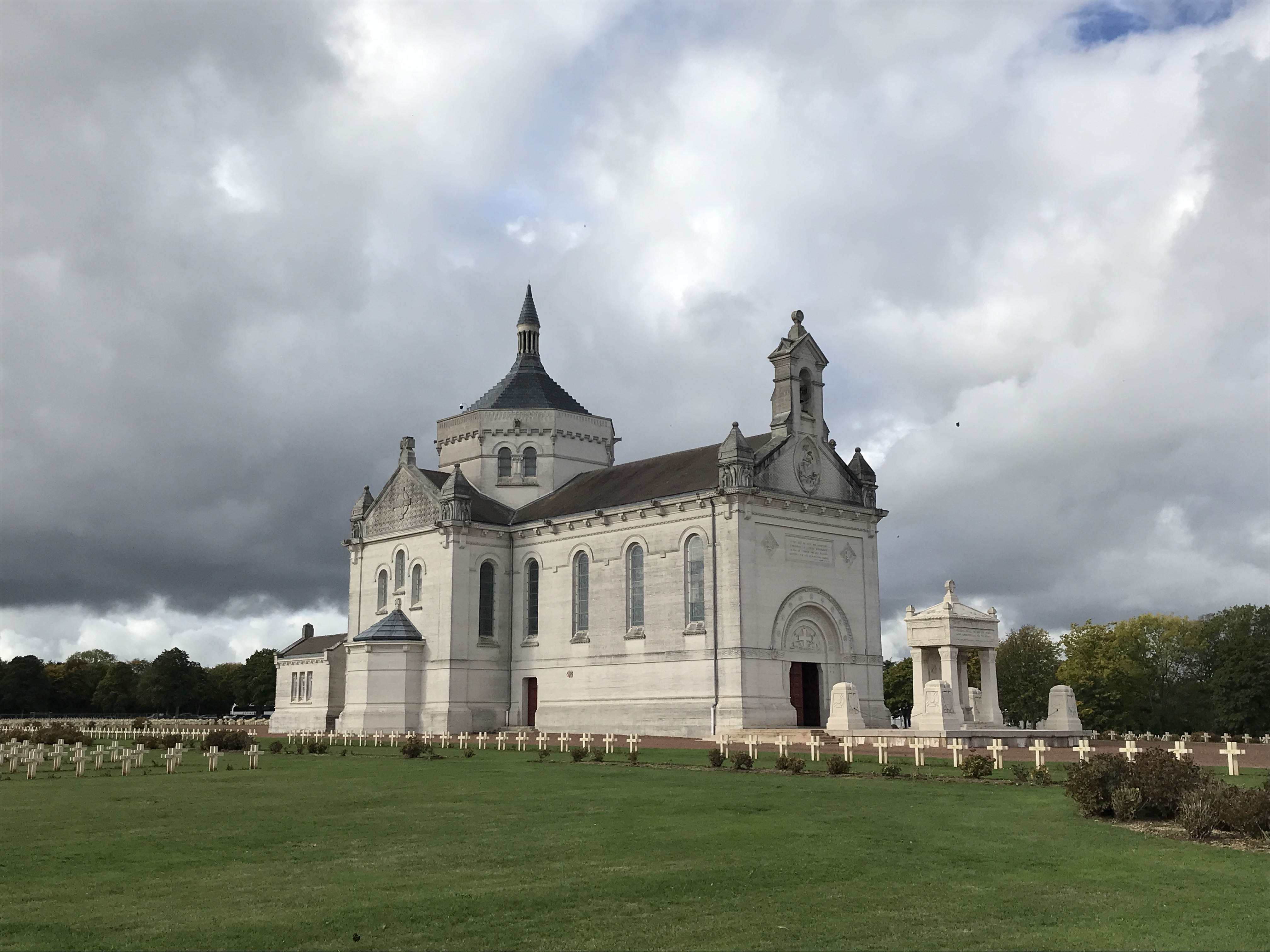
Nhà thờ Đức Bà Lorette.

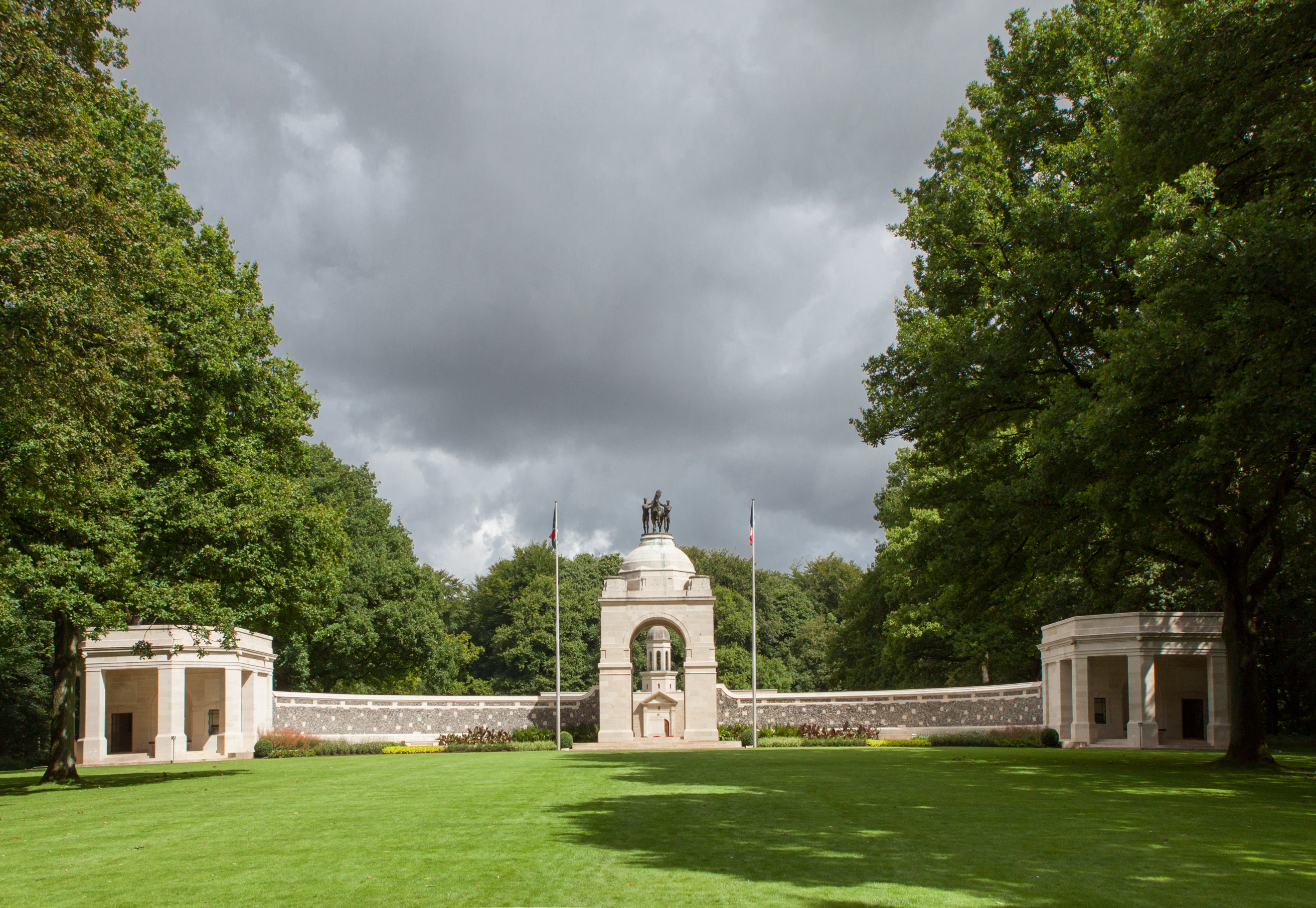
Đài tưởng niệm quốc gia Nam Phi Delville Wood.

- Tượng đài và nghĩa trang quân đội Mỹ: Nghĩa trang và Đài tưởng niệm Mỹ St. Mihiel
- Tượng đài và nghĩa trang quân đội Mỹ: Nghĩa trang và Đài tưởng niệm Mỹ Aisne-Marne
- Tượng đài và nghĩa trang quân đội Mỹ: Nghĩa trang Mỹ Meuse-Argonne
- Nghĩa trang quốc gia Úc: Đài tưởng niệm quốc gia Úc Villers-Bretonneux và Nghĩa trang quân đội Khối thịnh vượng chung: Nghĩa trang quân đội Villers-Bretonneux
- Tượng đài quốc gia Canada: Đài tưởng niệm Vimy Quốc gia Canada
- Tượng đài Khối thịnh vượng chung: Đài tưởng niệm Newfoundland Beaumont-Hamel, Công viên tưởng niệm Khối thịnh vượng chung: Công viên tưởng niệm Beaumont Hamel (Newfoundland) và Nghĩa trang quân đội Khối thịnh vượng chung: Nghĩa trang Hunter
- Nghĩa trang quân đội Khối Thịnh vượng chung: Nghĩa trang Canada số 2
- Nghĩa trang quân đội Khối Thịnh vượng chung: Nghĩa trang quân đội Étaples
- Nghĩa trang quân đội Khối Thịnh vượng chung: Nghĩa trang quân đội Fromelles (Pheasant Wood)
- Nghĩa trang quân đội Khối Thịnh vượng chung: Nghĩa trang Canada Givenchy Road
- Nghĩa trang quân đội Khối Thịnh vượng chung: Phần mở rộng của Nghĩa trang xã Le Quesnoy
- Nghĩa trang quân đội Khối Thịnh vượng chung: Nghĩa trang Lichfield Crater
- Nghĩa trang quân đội Khối Thịnh vượng chung: Nghĩa trang quân sự Louvencourt
- Nghĩa trang quân đội Khối Thịnh vượng chung: Nghĩa trang Mill Road
- Nghĩa trang quân đội Khối Thịnh vượng chung: Nghĩa trang Trung Quốc Noyelles-sur-mer và đài tưởng niệm Trung Quốc Noyelles-sur-mer
- Nghĩa trang quân đội Khối Thịnh vượng chung: Nghĩa trang quân đội Rancourt
- Nghĩa trang quân đội Khối Thịnh vượng chung: Nghĩa trang xã Wimereux
- Nghĩa trang quân đội Khối Thịnh vượng chung và tượng đài Úc: Đài tưởng niệm và Nghĩa trang Úc V.C. Corner
- Tượng đài và nghĩa trang quân đội Khối Thịnh vượng chung: Đài tưởng niệm Loos và Nghĩa trang Dud Corner
- Tượng đài và nghĩa trang quân đội Khối Thịnh vượng chung: Nghĩa trang quân đội Louverval và Đài tưởng niệm Cambrai
- Tượng đài và nghĩa trang quân đội Khối Thịnh vượng chung: Đài tưởng niệm và Nghĩa trang Pozières
- Nghĩa trang và đài tưởng niệm quân đội Khối thịnh vượng chung: Nghĩa trang Faubourg của amiens, Đài tưởng niệm Arras và Đài tưởng niệm Công cộng Arras Flying
- Tượng đài Khối thịnh vượng chung cho người mất tích: Đài tưởng niệm Thiepval và Nghĩa trang quân đội Pháp - Khối thịnh vượng chung: Nghĩa trang Anglo-Pháp Thiepval
- Nghĩa trang quân đội Tiệp Khắc: Neuville-Saint-Vaast
- Nghĩa trang quân đội Đan Mạch: Braine
- Pháo đài Douaumont
- Bia mộ Pháp của cuộc hành hình Fleury-devant-Douaumont
- Tượng đài Pháp: Les fantômes
- Tượng đài Pháp của trận chiến Marne
- Nghĩa trang quân đội Pháp: Germania
- Khu đất quân sự Pháp sự hy sinh ngày 11 tháng 11 năm 1918 của Vrigne-Meuse
- Tượng đài - quy tụ hài cốt Pháp: Haute-Chevauchée
- Nhà nguyện và Nghĩa trang thành phố Pháp: Mondement-Montgivroux
- Nghĩa trang quốc gia Pháp: Tù nhân chiến tranh: Sarrebourg
- Nhà nguyện và hầm mộ quốc gia Pháp: Lưu niệm tiếng Pháp của Rancourt
- Hầm mộ quốc gia Pháp và Nghĩa trang quân đội Đức: Crouée
- Hầm mộ quốc gia Pháp: Hầm mộ Lớn Villeroy
- Hầm mộ quốc gia Pháp: Assevent & và Nghĩa trang quân đội Đức Assevent
- Hầm mộ quốc gia Pháp: Cerny-en-Laonnois, Nghĩa trang quân đội Đức: Cerny-en-Laonnois và Nhà nguyện tưởng niệm của le Chemin des Dames
- Hầm mộ quốc gia Pháp: Chambière
- Hầm mộ quốc gia Pháp: Compiègne (Royallieu)
- Hầm mộ quốc gia Pháp: Craonnelle
- Hầm mộ quốc gia Pháp: Cuts
- Hầm mộ quốc gia Pháp: Duchesne
- Hầm mộ quốc gia Pháp: Espérance
- Hầm mộ quốc gia Pháp: Opéra
- Hầm mộ quốc gia Pháp: Chipotte
- Hầm mộ quốc gia Pháp: Fontenelle
- Hầm mộ quốc gia Pháp: Forestière
- Hầm mộ quốc gia Pháp: Harazée
- Hầm mộ quốc gia Pháp: Maize
- Hầm mộ quốc gia Pháp: Targette & Nghĩa trang quân đội Khối thịnh vượng chung: Nghĩa trang Anh Targette
- Hầm mộ quốc gia Pháp: Lagarde
- Hầm mộ quốc gia Pháp: Faubourg Pavé
- Hầm mộ quốc gia Pháp: le Silberloch, đài kỷ niệm quốc gia Pháp và hầm mộ của Hartmannswillerkopf
- Hầm mộ quốc gia Pháp: Le Sourd & Nghĩa trang quân đội Đức: Le Sourd
- Hầm mộ quốc gia Pháp: Trottoir
- Hầm mộ quốc gia Pháp: Wettstein
- Hầm mộ quốc gia Pháp: les Tiges
- Hầm mộ quốc gia Pháp: Moosch
- Hầm mộ quốc gia Pháp: Navarin: Đài kỷ niệm sự hy sinh của những người lính của Champagne
- Hầm mộ quốc gia Pháp: Nhà thờ Đức Bà Lorette
- Hầm mộ quốc gia Pháp: Pierrepont
- Hầm mộ quốc gia Pháp: Riche
- Hầm mộ quốc gia Pháp: Saint-Thomas en Argonne & Hầm mộ quốc gia Pháp: Tượng đài Gruerie
- Hầm mộ quốc gia Pháp: the 28th brigade La ferme des Wacques
- Hầm mộ quốc gia Pháp: Tượng đài - Nơi quy tụ hài cốt Binh đoàn Lê dương Pháp (Henri Fansworth)
- Hầm mộ quốc gia Pháp: Tù nhân của Effry
- Hầm mộ quốc gia Pháp: Thiescourt & Nghĩa trang quân đội Đức: Thiescourt
- Hầm mộ quốc gia Pháp, Nghĩa trang quân đội Đức và Nghĩa trang quân đội Ba Lan: Bois du Puits
- Địa điểm quy tụ hài cốt Pháp, Hầm mộ quốc gia Pháp, đài kỷ niệm Israel và đài kỷ niệm Hồi giáo: Hầm chứa hài cốt Douaumont
- Khu đất Pháp: Sự mất mát người dân vô tội của Gerbeviller
- Bia và lăng mộ Đức và Pháp: Petit Donon
- Nghĩa trang quân đội Đức: Apremont
- Nghĩa trang quân đội Đức: Chestres & Hầm mộ quốc gia Pháp: Chestres
- Nghĩa trang quân đội Đức: Consenvoye
- Nghĩa trang quân đội Đức: Gobessart
- Nghĩa trang quân đội Đức: Hohrod-Bärenstall
- Nghĩa trang quân đội Đức: Kahm
- Nghĩa trang quân đội Đức: Hellenwald
- Nghĩa trang quân đội Đức: Maison Blanche
- Nghĩa trang quân đội Đức: Nghĩa trang Route de Solesmes và Nghĩa trang quân đội Khối thịnh vượng chung: Nghĩa trang quân đội Cambrai East
- Nghĩa trang quân đội Đức: Lagarde
- Nghĩa trang quân đội Đức: Pierrepont
- Nghĩa trang quân đội Đức: Rancourt
- Nghĩa trang quân đội Đức: Saint-Quentin & Đài kỷ niệm Đức - Pháp: Saint-Quentin
- Nghĩa trang quân đội Đức: the Uhlans
- Nghĩa trang quân đội Đức: Veslud
- Đài kỷ niệm Đức: Nghĩa trang Saint-Charles
- Đài tưởng niệm Ấn Độ: Đài tưởng niệm Khối thịnh vượng chung Neuve Chapelle
- Nghĩa trang quân đội Ý: Bligny
- Nghĩa trang quân đội Bồ Đào Nha: Richebourg-l'Avoué
- Nghĩa trang quân đội Rumani: Nghĩa trang Soultzmatt
- Nghĩa trang quân đội Nga và nhà nguyện: Nghĩa trang Saint-Hilaire-le-Grand
- Đài tưởng niệm quốc gia Nam Phi: Đài tưởng niệm quốc gia Nam Phi Delville Wood và Nghĩa trang quân đội Khối thịnh vượng chung: Nghĩa trang Delville Wood
- Hào Lưỡi lê